# Charles Jacques Édouard Morren
Charles Jacques Édouard Morren (1833. – 1886.) je bio belgijski botaničar, profesor botanike i ravnatelj botaničkog vrta sveučilišta u Liègeu od 1857. do 1886. godine. Njegovo znanstveno područje za koje se zanimao su bile biljke iz porodice Bromeliaceae gdje je postao priznatim autoritetom. Bio je sin belgijskog botaničara i hortikulturista Charlesa Françoisa Antoinea Morrena.
Uređivao je list ‘La Belgique Horticole’ u kojem je objavljivao opise brojnih novih vrsta. Radio je na monografiji porodice Bromeliaceae, no prerana smrt ga je prekinula u tome. Umro je sa samo 53 godine. Malo posije njegove smrti je njegova udovica prodala njegove rukopise i akvarele Kraljevskim botaničkim vrtovima. Proučavali su ih John Gilbert Baker i Carl Christian Mez, koji su opisali neobjavljene nove vrste. Baker je podosta koristio ove slike kad je pripremao svoj priručnik od porodici Bromeliaceae ‘Handbook of the Bromeliaceae’ kojeg je objavio 1889.godine.
Kad je izrađivao slike, zaposlio je četvero umjetnika Mariea Jeana Guillaumea Cambresiera, R. Sartoriusa, Francoisa Stroobanta (1819. – 1916.) i Françoisa de Tollenaerea. Njihov je stil kasnije dosta utjecao na slike Margaret Mee.
U biologiji se rabi kratica E.Morren kad se citira botaničko ime.